# E07号線
E07号線 (E07ごうせん、英: European route E07)は 欧州自動車道路のAクラス幹線道路。
フランスのポーを基点にスペインのハカ、ウエスカを経由しサラゴサまでを結ぶ。

## 経路
- フランス
  - ポー
- スペイン
  - ハカ
  - ウエスカ
  - E90号線,E804号線 - サラゴサ